# Houston Oilers 1982
La stagione 1982 degli Houston Oilers è stata la 13ª della franchigia nella National Football League, la 23ª complessiva. Dopo avere perso la prima partita, gli Oilers batterono i Seattle Seahawks all'Astrodome 23-21 dopo di che seguì uno sciopero di due mesi dei giocatori. Quando la stagione riprese, gli Oilers persero tutte le rimanenti sette partite. Earl Campbell corse solamente 536 yard e l'annata si chiuse con un record di 1-8.

## Scelte nel Draft 1982
|  | = Hall of Famer |

| Scelte degli Oilers nel Draft 1982 |        |                |                |                      |
| Giro                               | Scelta | Giocatore      | Ruolo          | College              |
| 1                                  | 8      | Mike Munchak   | Guard          | Penn State           |
| 2                                  | 44     | Oliver Luck    | Quarterback    | West Virginia        |
| 3                                  | 72     | Stan Edwards   | Running back   | Michigan             |
| 3                                  | 77     | Robert Abraham | Linebacker     | North Carolina State |
| 4                                  | 94     | Steve Bryant   | Wide receiver  | Purdue               |
| 5                                  | 121    | Malcolm Taylor | Defensive end  | Tennessee State      |
| 6                                  | 148    | Gary Allen     | Running back   | Hawaii               |
| 9                                  | 234    | Matt Bradley   | Defensive back | Penn State           |
| 10                                 | 261    | Ron Reeves     | Quarterback    | Texas Tech           |
| 11                                 | 287    | Jim Campbell   | Tight end      | Kentucky             |
| 12                                 | 314    | Donnie Craft   | Running back   | Louisville           |

## Calendario
| Stagione regolare      |                         |           |
| Turno                  | Avversario              | Risultato |
| 1                      | at Cincinnati Bengals   | S 27–6    |
| 2                      | Seattle Seahawks        | V 23–21   |
| Sciopero dei giocatori |                         |           |
| 3                      | Pittsburgh Steelers     | S 24–10   |
| 4                      | at New England Patriots | S 29–21   |
| 5                      | at New York Giants      | S 17–14   |
| 6                      | Dallas Cowboys          | S 37–7    |
| 7                      | at Philadelphia Eagles  | S 35–14   |
| 8                      | Cleveland Browns        | S 20–14   |
| 9                      | Cincinnati Bengals      | S 35–27   |

## Classifiche
| Los Angeles Raiders(1)  | 8 | 1 | 0 | .889 | 260 | 200 | V5 |
| Miami Dolphins(2)       | 7 | 2 | 0 | .778 | 198 | 131 | V3 |
| Cincinnati Bengals(3)   | 7 | 2 | 0 | .778 | 232 | 177 | V2 |
| Pittsburgh Steelers(4)  | 6 | 3 | 0 | .667 | 204 | 146 | V2 |
| San Diego Chargers(5)   | 6 | 3 | 0 | .667 | 288 | 221 | S1 |
| New York Jets(6)        | 6 | 3 | 0 | .667 | 245 | 166 | S1 |
| New England Patriots(7) | 5 | 4 | 0 | .556 | 143 | 157 | V1 |
| Cleveland Browns(8)     | 4 | 5 | 0 | .444 | 140 | 182 | S1 |
| Buffalo Bills           | 4 | 5 | 0 | .444 | 150 | 154 | S3 |
| Seattle Seahawks        | 4 | 5 | 0 | .444 | 127 | 147 | V1 |
| Kansas City Chiefs      | 3 | 6 | 0 | .333 | 176 | 184 | V1 |
| Denver Broncos          | 2 | 7 | 0 | .222 | 148 | 226 | S3 |
| Houston Oilers          | 1 | 8 | 0 | .111 | 136 | 245 | S7 |
| Baltimore Colts         | 0 | 8 | 1 | .056 | 113 | 236 | S2 |